# Ensisheim
Ensisheim is een gemeente in het Franse departement Haut-Rhin (regio Grand Est). De plaats maakt deel uit van het arrondissement Thann-Guebwiller. Ensisheim telde op 1 januari 2022 7.362 inwoners.
Ensisheim aan de rivier de Ill kende een bloei in de 16e eeuw als hoofdstad van het Habsburgse Voor-Oostenrijk. In de 20e eeuw waren er potasmijnen in de gemeente.

## Geschiedenis

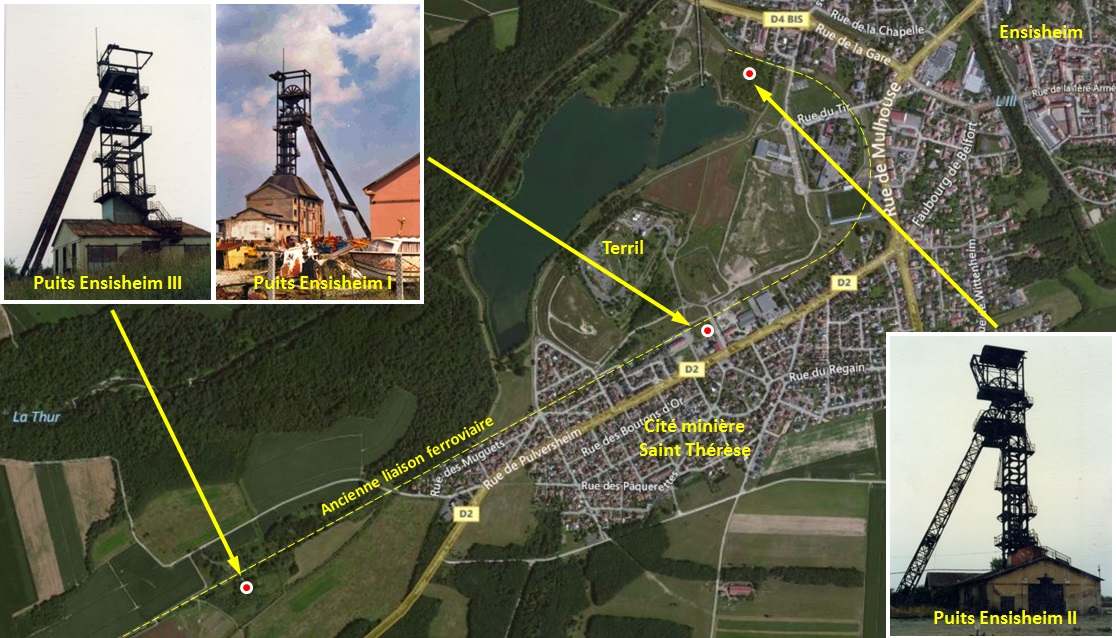
Potasmijnen

Ensisheim werd voor het eerst vermeld in 765, maar de plaats ontwikkelde zich pas echt in de 13e eeuw. In 1224 had Ensisheim al een stadsmuur. Rudolf van Habsburg, in 1273 verkozen tot Rooms keizer, bouwde Ensisheim uit tot administratief centrum voor zijn verspreide bezittingen in Voor-Oostenrijk. Hier werden de landdagen gehouden met vertegenwoordigers van de verschillende gebieden. In 1501 creëerde Maximiliaan van Oostenrijk een bestuursorgaan, de Régence, dat vanaf het midden van de 16e eeuw zetelde in het Palais de la Régence. Door zijn rol als administratieve en gerechtelijke hoofdstad bloeide Ensisheim. Maar deze voorspoed ging verloren tijdens de Dertigjarige Oorlog.
Na deze oorlog werd Elzas aangehecht bij Frankrijk. Ensisheim verloor sterk aan belang. De soevereine raad van Elzas zetelde wel nog tot 1674 in de stad. Aan het einde van de 18e eeuw werd Ensisheim nog even de hoofdstad van de Franse provincie Elzas.
In 1904 werd op meer dan 1000 m diepte een laag potas ontdekt in de ondergrond van Ensisheim. Tussen 1910 en 2004 werd er potas gedolven in de gemeente via drie mijnschachten. Het mijnbedrijf bouwde arbeiderswijken zoals de Cité Sainte-Thérèse (1920).

## Geografie
De oppervlakte van Ensisheim bedroeg op 1 januari 2022 36,59 vierkante kilometer; de bevolkingsdichtheid was toen 201,2 inwoners per km². De Ill en de Thur stromen samen in de gemeente.

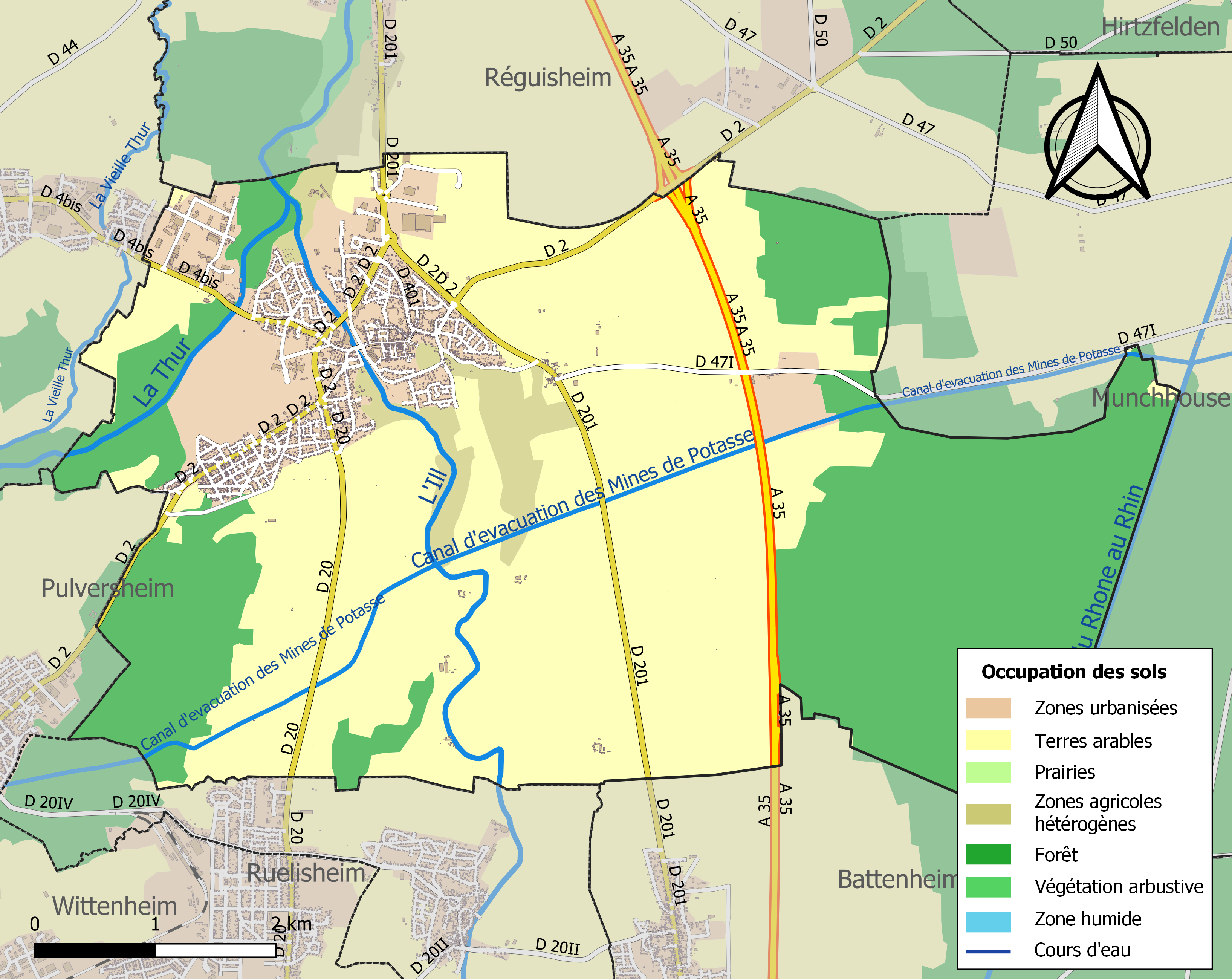
Kaart van de gemeente met de belangrijkste infrastructuur, bodemgebruik en omliggende gemeenten

## Demografie
Onderstaande figuur toont het verloop van het inwonertal (bron: INSEE-tellingen).

## Bezienswaardigheden
- Palais de la Régence (16e eeuw) met museum (Musée de la Régence)
- Meteoriet van Ensisheim, gevallen in 1492 en bewaard in het Musée de la Régence[3]
- Kerk Saint-Martin
- Resten van de stadsmuur in het oosten en zuiden van de oude stad met de Hexenturm

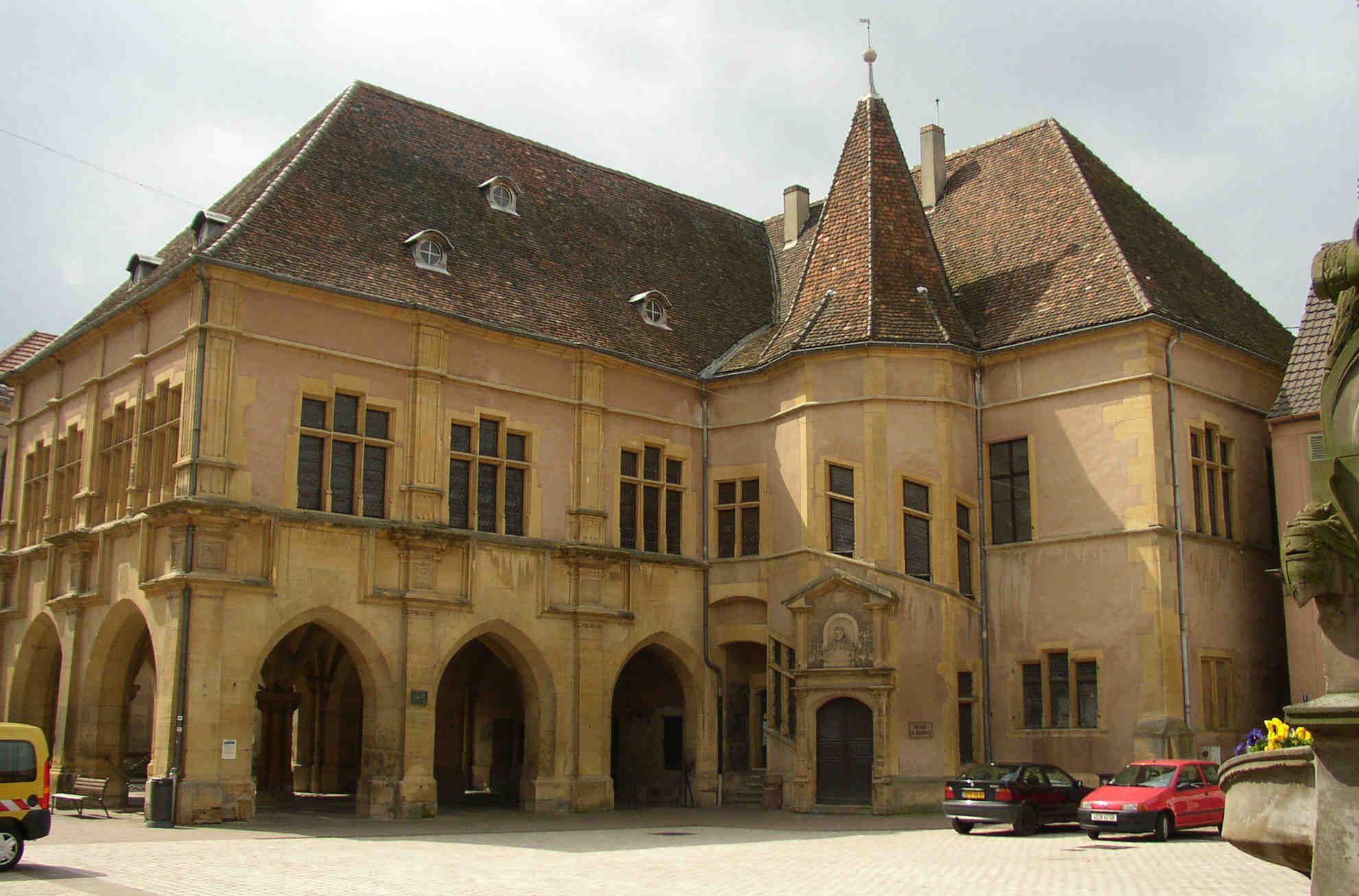
Palais de la Régence
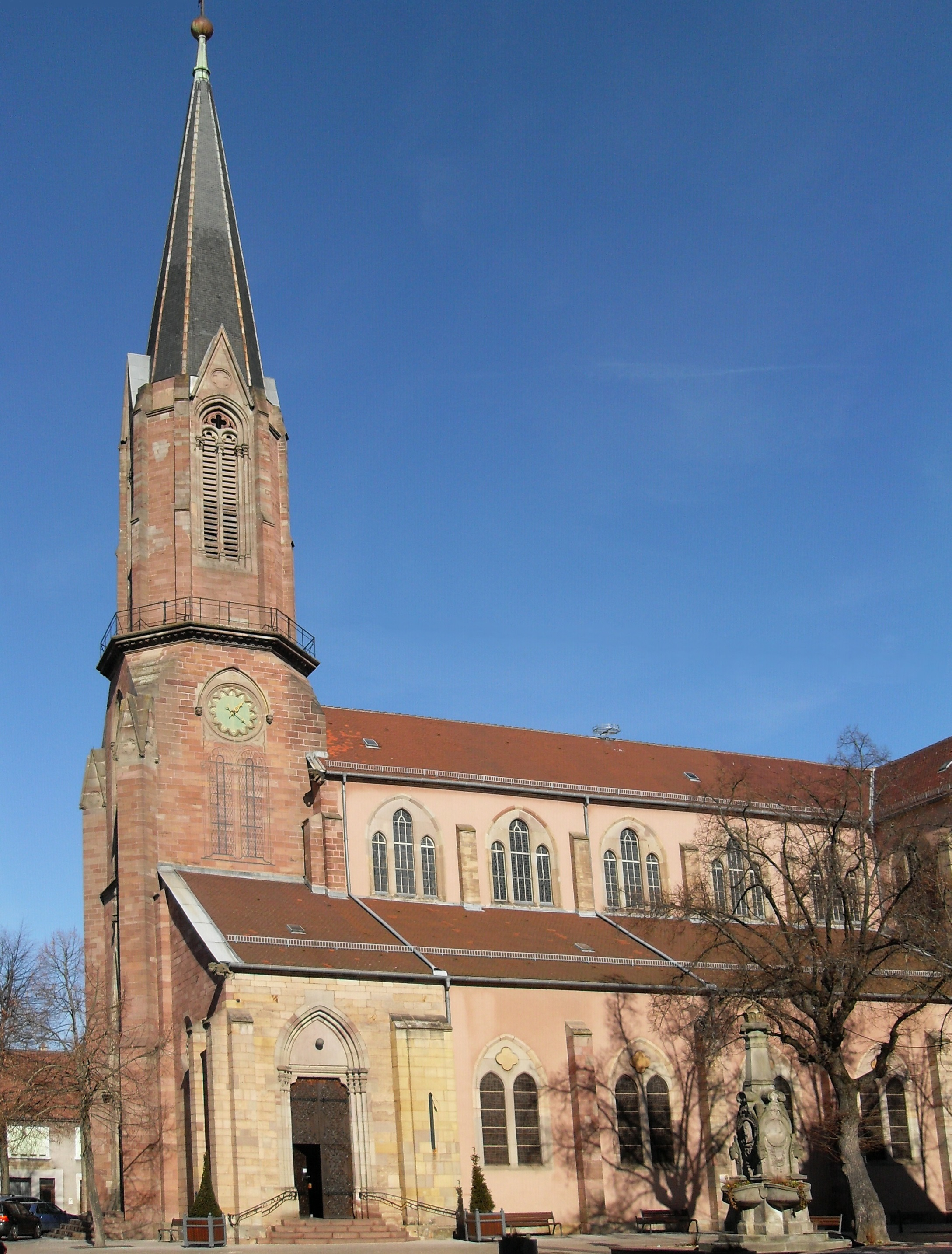
Kerk Saint-Martin
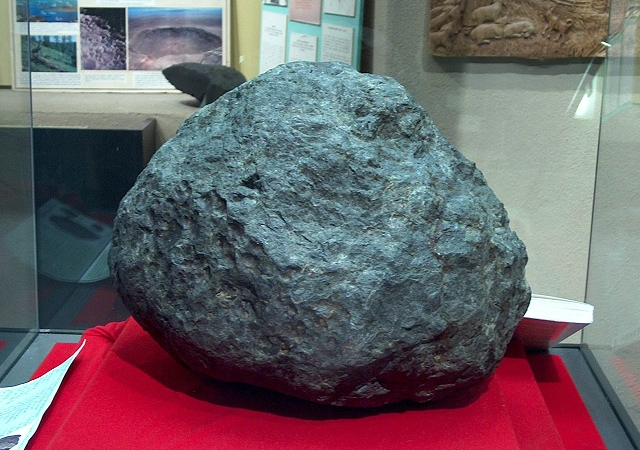
Meteoriet van Ensisheim
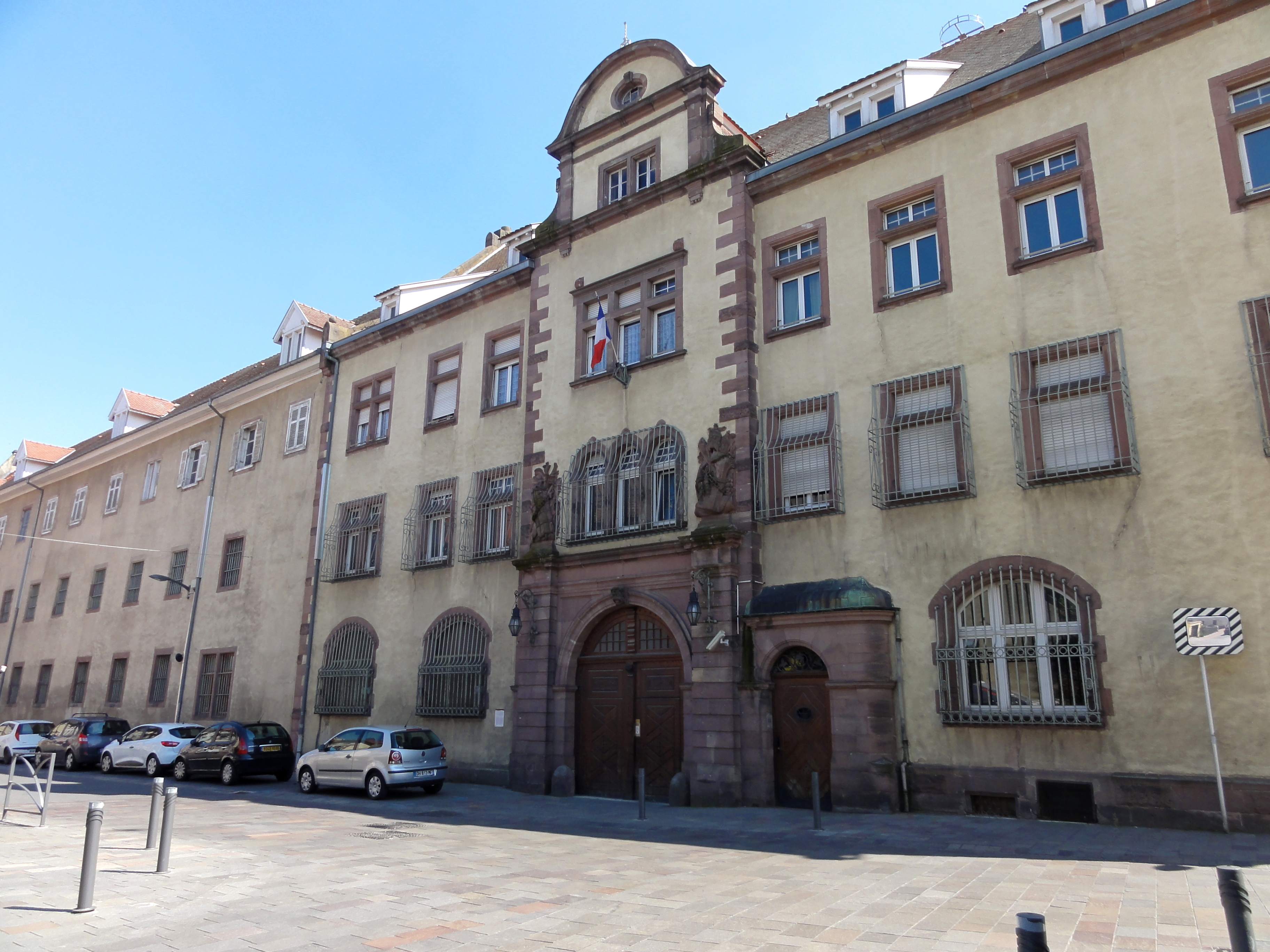
Jezuïetencollege
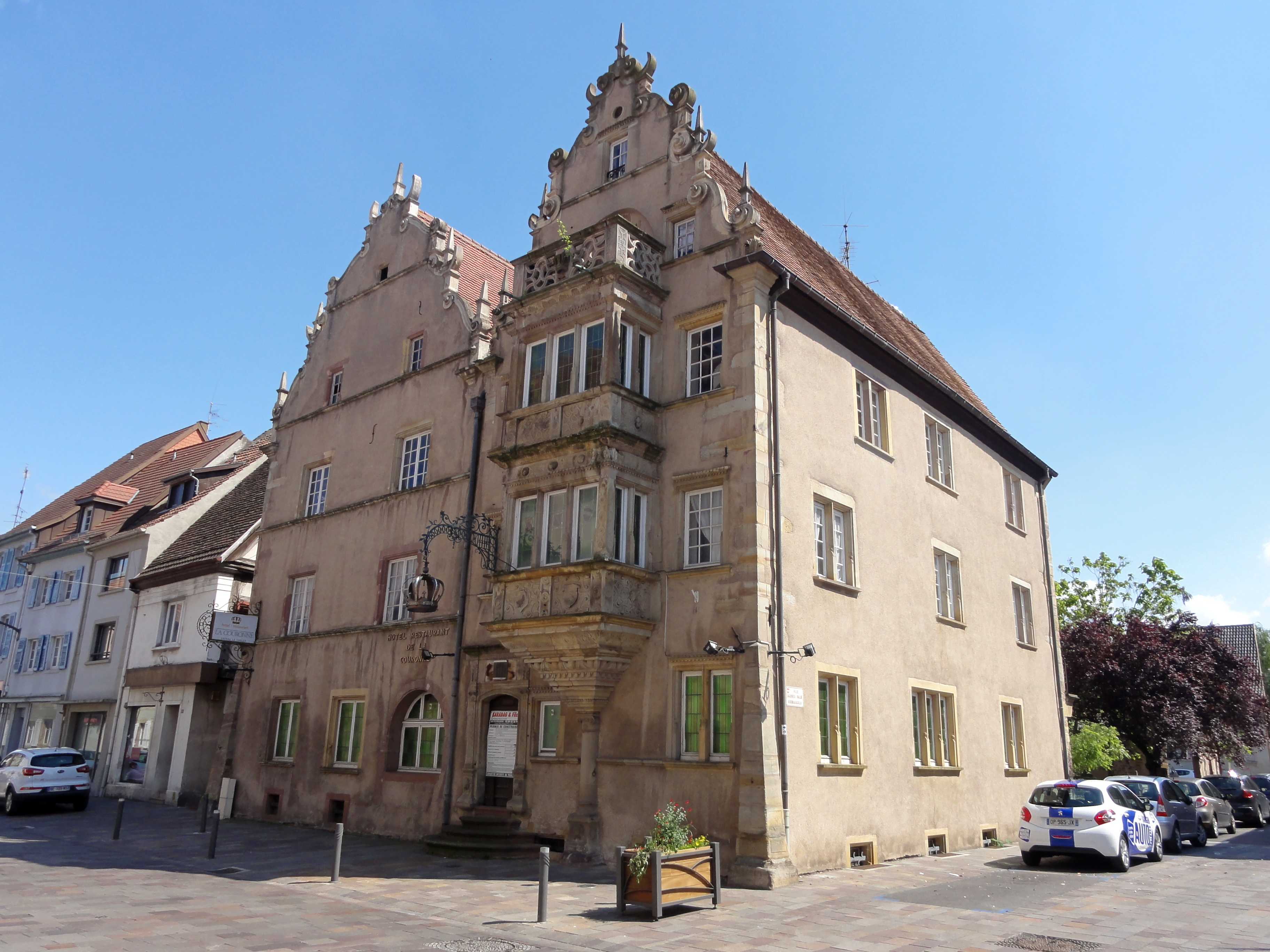
Auberge de la Couronne
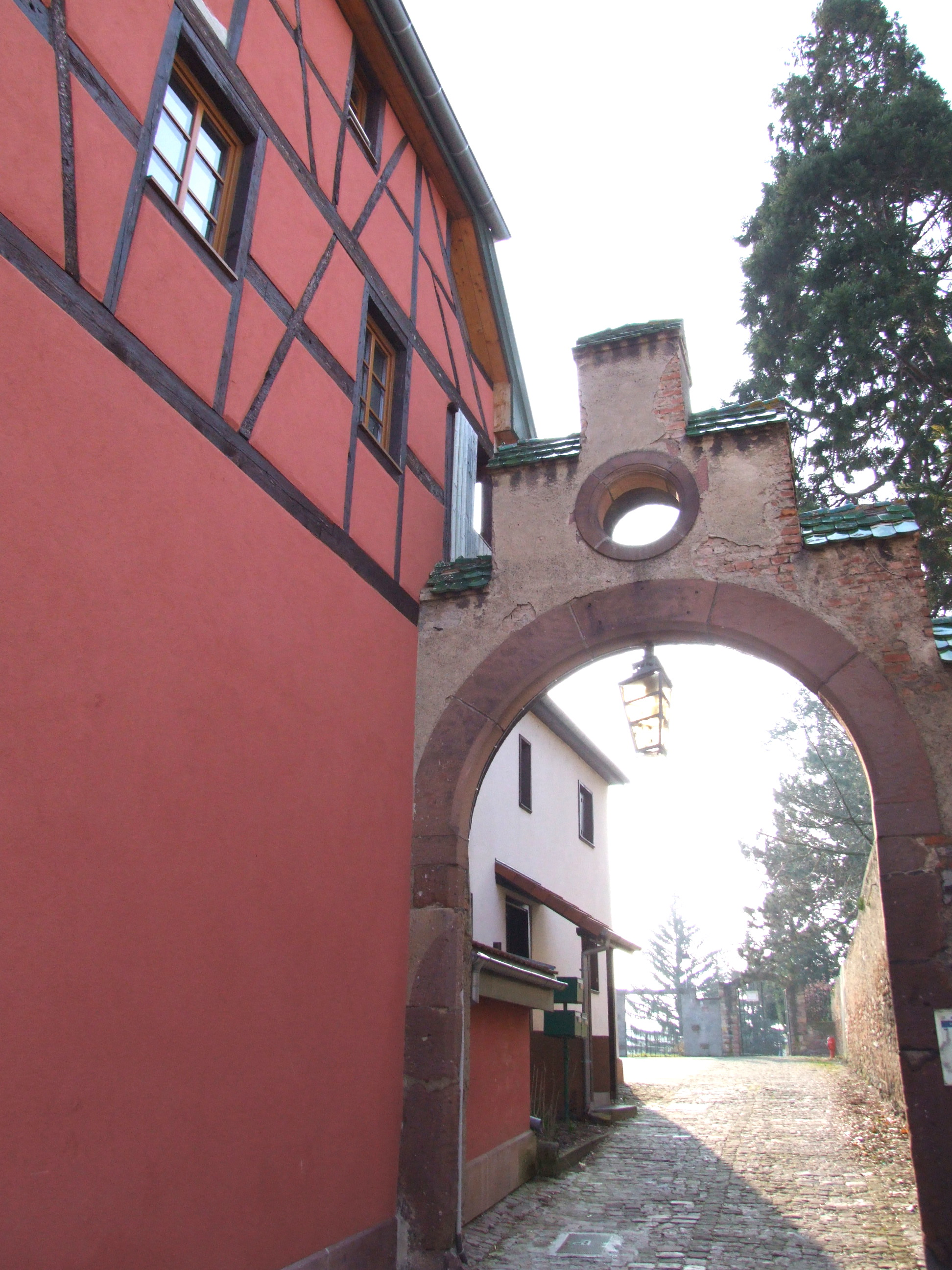
Porte de Réguisheim
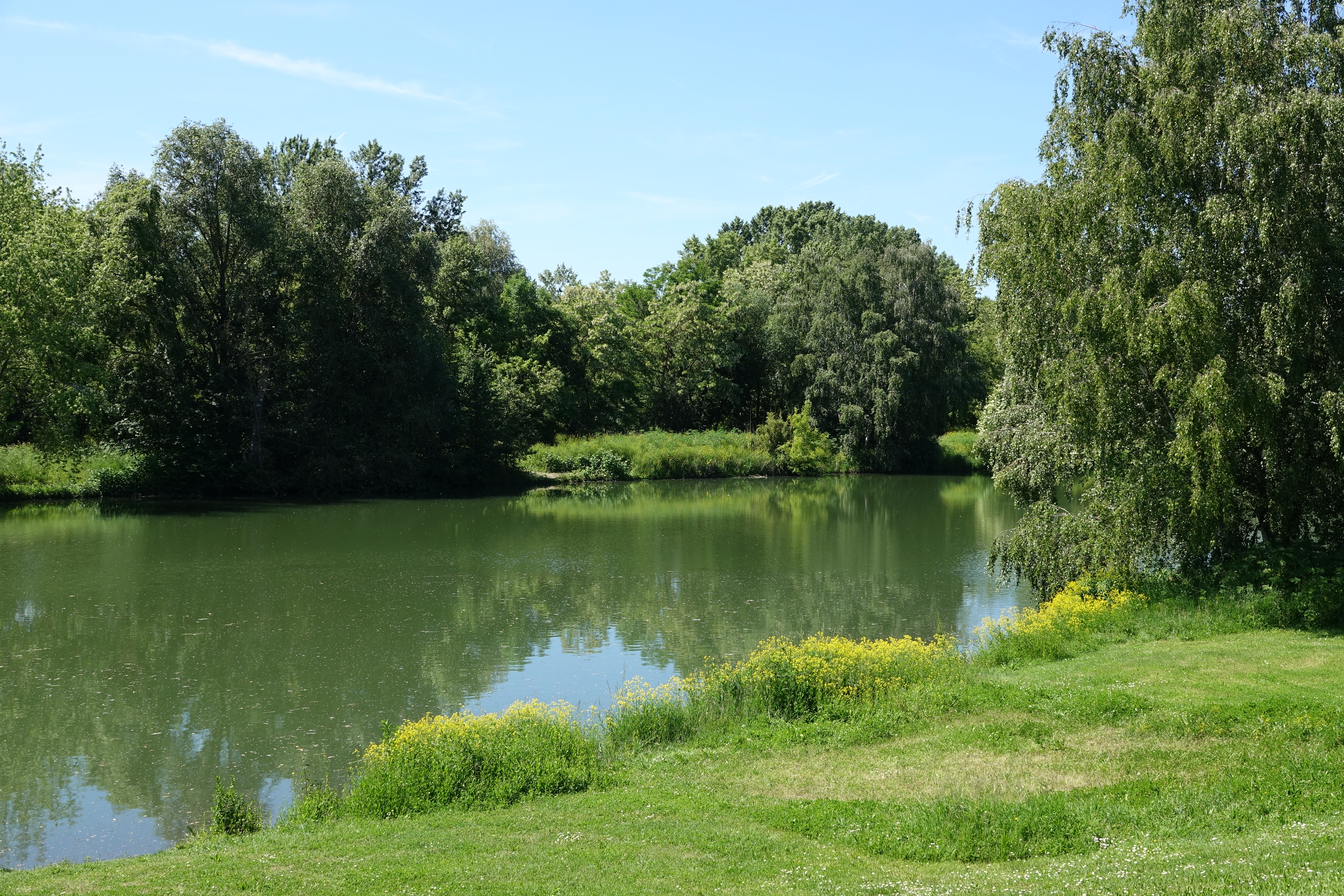
Parc de l'Eiblen

## Geboren
- Jacob Balde (1604-1668), jezuïet en dichter
- Léon Boëllmann (1862–1897), organist en componist